# Сулёв, Виктор Александрович
Виктор Александрович Сулёв (1921—1999) — участник Великой Отечественной войны, командир звена 13-го Ужгородского гвардейского бомбардировочного авиационного полка 321-й бомбардировочной авиационной дивизии 8-й воздушной армии 4-го Украинского фронта, гвардии старший лейтенант. Герой Советского Союза (1945).

## Биография
Родился 3 марта 1921 года в городе Ростов-на-Дону в семье служащего. Русский.
Школьные годы Виктора прошли в станице Мечетинской Ростовской области, где 1939 году он окончил среднюю школу. Затем учился в Батайском авиационном училище гражданского воздушного флота.
В 1939 году был призван в ряды Красной Армии. Окончил Сталинградское военно-авиационное училище лётчиков в 1941 году.
В боях Великой Отечественной войны с июня 1941 года. Командиром звена гвардейского бомбардировочного Ужгородского полка участвовал в сражениях на Западном, Юго-Западном, 1-м Украинском и 4-м Украинском фронтах. Член КПСС с 1944 года. К маю 1945 года командир звена бомбардировочного авиационного полка гвардии старший лейтенант Виктор Сулёв совершил 179 боевых вылетов, нанеся противнику значительный урон в живой силе и технике.
После окончания войны продолжал службу в ВВС СССР. В 1954 году окончил Военно-воздушную академию. С 1962 года полковник В. А. Сулёв — в запасе.
Жил в Киеве, где умер 2 декабря 1999 года.
Похоронен в Киеве на городском кладбище «Берковцы» рядом со своей женой — Светланой Григорьевной.

## Награды
- Указом Президиума Верховного Совета СССР от 29 июня 1945 года за образцовое выполнение боевых заданий командования на фронте борьбы с немецко-фашистскими захватчиками и проявленные при этом мужество и героизм старшему лейтенанту Виктору Александровичу Сулёву присвоено звание Героя Советского Союза с вручением ордена Ленина и медали «Золотая Звезда» (№ 8835).
- Награждён орденом Ленина, двумя орденами Красного Знамени, орденом Отечественной войны 1-й степени, тремя орденами Красной Звезды, медалями.

## Память
- В хуторе Объединённый Егорлыкского района Ростовской области школе № 6 присвоено имя Героя и установлена мемориальная доска[5].